# Alan Scott (acteur)
Pour les articles homonymes, voir Scott et Alan Scott.
Alan Scott est un acteur américain, né le 13 octobre 1922 à Haddonfield (New Jersey) et mort le 5 février 2021 à Branford (Connecticut) .

## Biographie
On le découvre en France en 1958 dans le film de Marcel Carné Les Tricheurs avant qu’il ne retourne aux États-Unis pour notamment jouer avec Cary Grant et Tony Curtis dans Opération jupons de Blake Edwards (1959).
Il revient en France où il incarne, du début des années 1960 jusqu'à la fin des années 1970, au cinéma et à la télévision, tantôt l’Anglais ou l’Américain de service dans d’éternels seconds rôles. On le voit, entre autres, dans : Fortunat de Alex Joffé (1961), Lola de Jacques Demy (1961), Paris au mois d'août de Pierre Granier-Deferre (1966) et La Poudre d'escampette de Philippe de Broca (1971).

## Filmographie

### Cinéma
- 1958 : Les Tricheurs de Marcel Carné : l'Américain
- 1959 : Opération Jupons (Operation Petticoat) de Blake Edwards : le chef des destructions
- 1960 : Le Septième Jour de Saint-Malo de Paul Mesnier : Tony
- 1960 : L'Homme à femmes de Jacques-Gérard Cornu : Marc Lambert
- 1960 : Fortunat de Alex Joffé : Tom
- 1961 : Alibi pour un meurtre de Robert Bibal : Tom
- 1961 : Lola de Jacques Demy : Frankie
- 1962 : Cléo de 5 à 7 d'Agnès Varda : le marin
- 1964 : Mort, où est ta victoire ? de Hervé Bromberger : Maurice
- 1965 : Paris au mois d'août de Pierre Granier-Deferre: Peter
- 1965 : Le Gendarme à New York de Jean Girault : Franck
- 1970 : Vertige pour un tueur de Jean-Pierre Desagnat : le marin américain
- 1971 : La Poudre d'escampette de Philippe de Broca : l'officier britannique de l'avion
- 1972 : L'aventure c'est l'aventure de Claude Lelouch : le pilote d'avion
- 1972 : Le Couteau de glace (Il coltello di ghiaccio) d'Umberto Lenzi : le docteur Laurent
- 1973 : Le Serpent de Henri Verneuil
- 1975 : Souvenirs d'en France d'André Téchiné : Richard
- 1975 : L'Homme du fleuve de Jean-Pierre Prévost

### Télévision

#### Séries télévisées
- 1959 : ITV Play of the Week : General's Aide
- 1967 : Quand la liberté venait du ciel : Nicolas
- 1971 : Aux frontières du possible : épisode : Attention : nécroses mentales de Victor Vicas : Brett
- 1971 : Tang d'André Michel : Karl Bjordg (ép. 13)
- 1974 : Les Fargeot de Patrick Saglio : Cooper
- 1977 : Dossiers: Danger immédiat : Edouard

#### Téléfilms
- 1971 : La nuit tourne mal : Julian Miles
- 1971 : OSS 117 tue le taon : OSS 117 (Hubert)
- 1974 : Une mort comme la mienne : Falk